# Santal (Isoflavon)
Santal ist eine chemische Verbindung aus der Gruppe der Isoflavone, genauer ein Methoxyisoflavon.

## Vorkommen

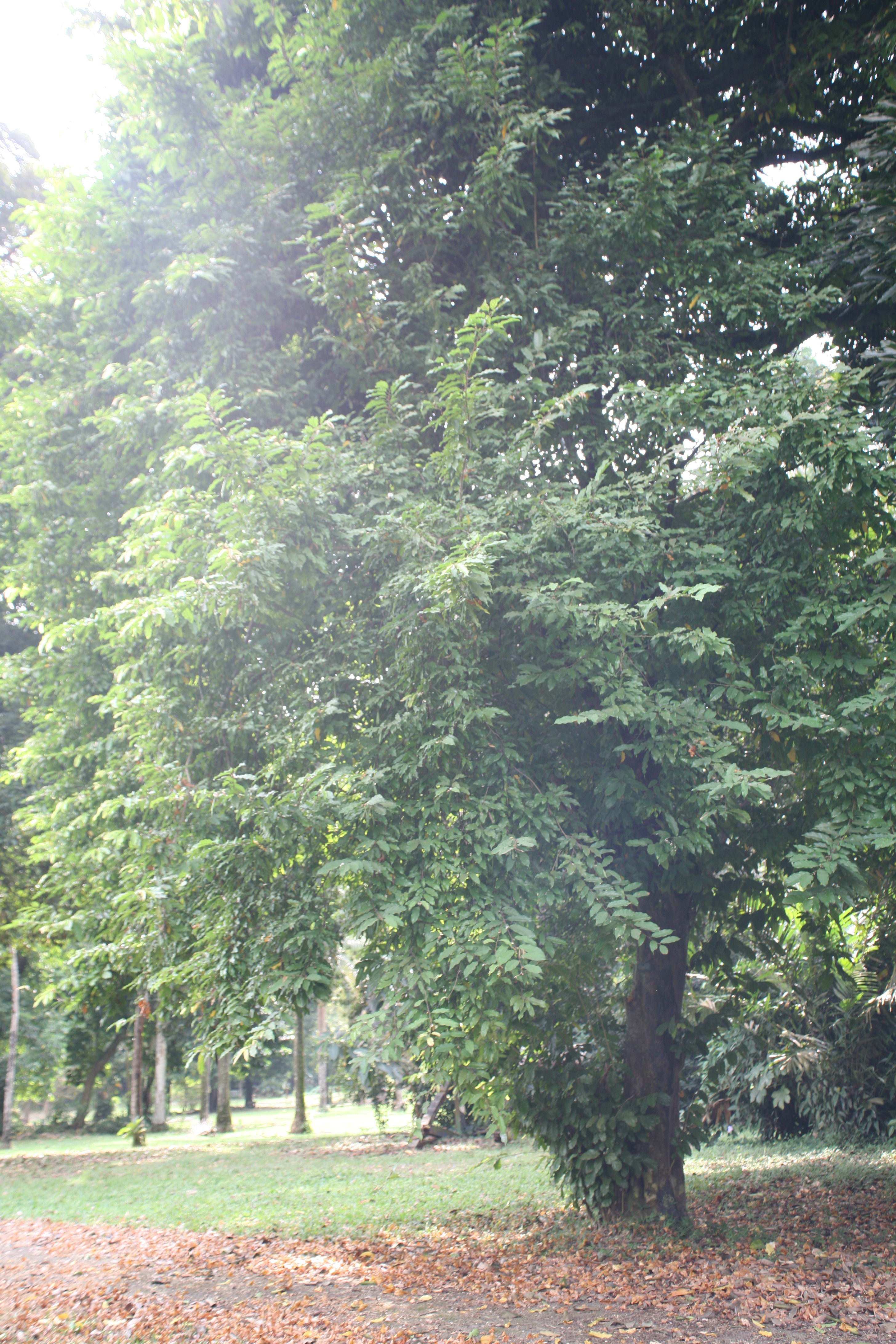
Baphia nitida

Santal kommt natürlich in Baphia nitida und Pterocarpus santalinus L., sowie Sandelholz, Rotholz und anderen Hölzern vor.

## Gewinnung und Darstellung
Santal kann durch Ringschluss von Desoxybenzoin mit Ethylformiat und Natrium gewonnen werden.
Ebenfalls möglich ist die Darstellung durch Methylierung von 5:7:3′4′-Tetrahydroxy-Isoflavon mit Dimethylsulfat.

## Eigenschaften
Santal-Monohydrat ist ein gelber Feststoff, der eine orthorhombische Kristallstruktur mit der Raumgruppe Pca21 (Raumgruppen-Nr. 29) besitzt.